# Mikroregion Piedade

Mikroregion Piedade

Mikroregion Piedade – mikroregion w brazylijskim stanie São Paulo należący do mezoregionu Macro Metropolitana Paulista.

## Gminy
- Ibiúna
- Piedade
- Pilar do Sul
- São Miguel Arcanjo
- Tapiraí